# Unione Sportiva Pro Vercelli 1937-1938
Questa voce raccoglie le informazioni riguardanti la Unione Sportiva Pro Vercelli nelle competizioni ufficiali della stagione 1937-1938.

## Rosa
| N. |                   | Ruolo | Calciatore         |
| -- | ----------------- | ----- | ------------------ |
|    | Italia (bandiera) | A     | Lanfranco Alberico |
|    | Italia (bandiera) | C     | Dante Amarilli     |
|    | Italia (bandiera) | P     | Natale Balossino   |
|    | Italia (bandiera) | D     | Aldo Beretta       |
|    | Italia (bandiera) | A     | Carlo Biraghi      |
|    | Italia (bandiera) | D     | Angelo Bredo       |
|    | Italia (bandiera) | A     | Ettore Brossi      |
|    | Italia (bandiera) | P     | Giuseppe Cavanna   |
|    | Italia (bandiera) | A     | Paolo De Grandi    |
|    | Italia (bandiera) | C     | Mario Gardini      |
|    | Italia (bandiera) | C     | Gaviglio           |
|    | Italia (bandiera) | D     | Germano Lanino     |

| N. |                   | Ruolo | Calciatore         |
| -- | ----------------- | ----- | ------------------ |
|    | Italia (bandiera) | C     | Ottavio Morino     |
|    | Italia (bandiera) | C     | Pietro Perotti     |
|    | Italia (bandiera) | C     | Aldo Pondrano      |
|    | Italia (bandiera) | C     | Giuseppe Pozzo     |
|    | Italia (bandiera) | C     | Luciano Ramella    |
|    | Italia (bandiera) | C     | Giuseppe Ranghino  |
|    | Italia (bandiera) | D     | Federico Roncarolo |
|    | Italia (bandiera) | A     | Dante Rossi        |
|    | Italia (bandiera) | A     | Pietro Svageli     |
|    | Italia (bandiera) | A     | Donato Vaglio      |
|    | Italia (bandiera) | C     | Giuseppe Vannucci  |

## Risultati

### Serie B

#### Girone di andata
| Arbitro: | Leoni (Milano) |

|                                       |           |                 |
| Ponzinibbio 15’, 36’ Bertoni 47’, 61’ | Marcatori | 27’, 29’ Brossi |

| Arbitro: | Carminati (Milano) |

|                 |           |              |
| Brossi 25’, 38’ | Marcatori | 43’ Bonesini |

| Arbitro: | Conticini (Firenze) |

|                         |           |             |
| Uneddu 66’ Kossovel 80’ | Marcatori | 20’ Gardini |

| Arbitro: | Dattilo (Roma) |

|            |           |                 |
| Morino 44’ | Marcatori | 52’, 60’, 75’ ? |

| Arbitro: | Coletti (Treviso) |

|  |           |             |
|  | Marcatori | 38’ Svageli |

| Vercelli 17 ottobre 1937 6ª giornata | Pro Vercelli | 0 – 0 referto | Padova | Stadio Leonida Robbiano\| Arbitro: \| Fois (Roma) \| |
| Arbitro:                             | Fois (Roma)  |               |        |                                                      |

| Arbitro: | Ghetti (Modena) |

|             |           |                          |
| Cavazza 88’ | Marcatori | 12’ Gardini 44’ Alberico |

| 7 novembre 1937 8ª giornata |  | – Turno di riposo |  |  |

| Arbitro: | Tiberio (Gorizia) |

|                |           |              |
| Brossi 4’, 26’ | Marcatori | 80’ Raffaini |

| Arbitro: | Tonnetti (Roma) |

|                |           |  |
| Notti 52’, 64’ | Marcatori |  |

| Arbitro: | Magrini (Perugia) |

|                                                     |           |                         |
| Gardini 10’ Farina 53’ (aut.), 85’ (aut.) Rossi 70’ | Marcatori | 2’ Zuliani 16’ Calzolai |

| Arbitro: | Fois (Roma) |

|                           |           |              |
| Guasconi 57’ Gastaldi 61’ | Marcatori | 76’ Alberico |

| Arbitro: | Salvatori (Roma) |

|                               |           |             |
| Signoretto 6’ Chinol 28’, 72’ | Marcatori | 90’ Svageli |

| Vercelli 2 gennaio 1938 14ª giornata | Pro Vercelli    | 0 – 0 referto | Cremonese | Stadio Leonida Robbiano\| Arbitro: \| Scotto (Savona) \| |
| Arbitro:                             | Scotto (Savona) |               |           |                                                          |

| Arbitro: | Pirovano (Milano) |

|            |           |  |
| Brossi 55’ | Marcatori |  |

| Alessandria 16 gennaio 1938 16ª giornata                                               | Alessandria | 3 – 1 referto | Pro Vercelli | Campo del Littorio |
| \| \| \| \| \| Celoria 47’ Robotti 62’ (rig.) Vecchi 74’ \| Marcatori \| 53’ Brossi \| |             |               |              |                    |
|                                                                                        |             |               |              |                    |
| Celoria 47’ Robotti 62’ (rig.) Vecchi 74’                                              | Marcatori   | 53’ Brossi    |              |                    |

| Arbitro: | Leoni (Milano) |

|  |           |              |
|  | Marcatori | 56’ Di Falco |

#### Girone di ritorno
| Arbitro: | Scotto (Savona) |

|                                                                               |           |  |
| Biraghi 7’, 51’, 73’ Svageli 15’ (rig.), 40’ Brossi 18’, 32’ Ramella 65’, 84’ | Marcatori |  |

| Arbitro: | Fois (Roma) |

|              |           |                       |
| Romanini 25’ | Marcatori | 30’ Biraghi 50’ Rossi |

| Arbitro: | Ronzio (Roma) |

|             |           |            |
| Biraghi 15’ | Marcatori | 80’ Uneddu |

| Arbitro: | Carminati (Milano) |

|  |           |                    |
|  | Marcatori | 48’ (rig.) Svageli |

| Arbitro: | Pirovano (Milano) |

|  |           |                             |
|  | Marcatori | 44’ Varoli 80’ Silvestrelli |

| Arbitro: | Ciamberlini (Sampierdarena) |

|  |           |                         |
|  | Marcatori | 65’ Alberico 89’ Brossi |

| Arbitro: | Candela (Genova) |

|                                                                             |           |  |
| Brossi 30’, 57’ Alberico 34’ Pondrano 38’ (rig.) Pozzo 49’, 70’ Gardini 55’ | Marcatori |  |

| 20 marzo 1938 25ª giornata |  | – Turno di riposo |  |  |

| Arbitro: | Gnocchini (Como) |

|              |           |  |
| Reggiani 69’ | Marcatori |  |

| Arbitro: | Ceccherini (Como) |

|           |           |                |
| Pozzo 40’ | Marcatori | 55’ Del Grosso |

| Arbitro: | Salvatori (Roma) |

|             |           |  |
| Zuliani 38’ | Marcatori |  |

| Arbitro: | Forni (Trento) |

|                                    |           |  |
| Biraghi 10’ Brossi 28’ Svageli 40’ | Marcatori |  |

| Arbitro: | Ronzio (Roma) |

|                                              |           |               |
| Alberico 5’, 70’ Brossi 12’, 60’ Svageli 26’ | Marcatori | 49’ Formenton |

| Arbitro: | Gnocchini (Como) |

|                            |           |                  |
| Rampini 35’ Camisaschi 72’ | Marcatori | 38’, 66’ Biraghi |

| Arbitro: | Vettori (Pisa) |

|             |           |             |
| Ferrari 60’ | Marcatori | 55’ Svageli |

| Vercelli 26 maggio 1938 33ª giornata | Pro Vercelli | 1 – 2 | Alessandria | Stadio Leonida Robbiano |

| Arbitro: | Marsciani (Modena) |

|                        |           |  |
| Di Falco 10’ Bazan 52’ | Marcatori |  |

### Coppa Italia
| Arbitro: | Ceccherini (Como) |

|            |           |                                   |
| Brossi 61’ | Marcatori | 11’ Massiglia 20’ (aut.) Pondrano |

## Statistiche

### Statistiche di squadra
| Competizione | Punti | In casa | In casa | In casa | In casa | In casa | In casa | In trasferta | In trasferta | In trasferta | In trasferta | In trasferta | In trasferta | Totale | Totale | Totale | Totale | Totale | Totale | DR  |
| Competizione | Punti | G       | V       | N       | P       | Gf      | Gs      | G            | V            | N            | P            | Gf           | Gs           | G      | V      | N      | P      | Gf     | Gs     | DR  |
| ------------ | ----- | ------- | ------- | ------- | ------- | ------- | ------- | ------------ | ------------ | ------------ | ------------ | ------------ | ------------ | ------ | ------ | ------ | ------ | ------ | ------ | --- |
| Serie B      | 32    | 16      | 8       | 4       | 4       | 37      | 15      | 16           | 5            | 2            | 9            | 17           | 25           | 32     | 13     | 6      | 13     | 54     | 40     | +14 |
| Coppa Italia |       | 1       | 0       | 0       | 1       | 1       | 2       | -            | -            | -            | -            | -            | -            | 1      | 0      | 0      | 1      | 1      | 2      | -1  |
| Totale       |       | 17      | 8       | 4       | 5       | 38      | 17      | 16           | 5            | 2            | 9            | 17           | 25           | 33     | 13     | 6      | 14     | 55     | 42     | +13 |

### Statistiche dei giocatori
| Giocatore    | Serie B  | Serie B | Coppa Italia | Coppa Italia | Totale   | Totale |
| Giocatore    | Presenze | Reti    | Presenze     | Reti         | Presenze | Reti   |
| ------------ | -------- | ------- | ------------ | ------------ | -------- | ------ |
| L. Alberico  | ?        | ?       | 1            | 0            | 1+       | 0+     |
| D. Amarilli  | ?        | ?       | -            | -            | 0+       | 0+     |
| N. Balossino | ?        | -?      | 1            | -2           | 1+       | -2+    |
| A. Beretta   | ?        | ?       | -            | -            | 0+       | 0+     |
| Bertani      | -        | -       | 1            | 0            | 1        | 0      |
| C. Biraghi   | ?        | ?       | 1            | 0            | 1+       | 0+     |
| A. Bredo     | ?        | ?       | 1            | 0            | 1+       | 0+     |
| E. Brossi    | ?        | ?       | 1            | 1            | 1+       | 1+     |
| G. Cavanna   | ?        | -?      | -            | -            | 0+       | -0+    |
| P. De Grandi | ?        | ?       | -            | -            | 0+       | 0+     |
| M. Gardini   | ?        | ?       | 1            | 0            | 1+       | 0+     |
| Gaviglio     | ?        | ?       | -            | -            | 0+       | 0+     |
| G. Lanino    | ?        | ?       | -            | -            | 0+       | 0+     |
| O. Morino    | ?        | ?       | -            | -            | 0+       | 0+     |
| P. Perotti   | ?        | ?       | -            | -            | 0+       | 0+     |
| A. Pondrano  | ?        | ?       | 1            | 0            | 1+       | 0+     |
| G. Pozzo     | ?        | ?       | -            | -            | 0+       | 0+     |
| L. Ramella   | ?        | ?       | -            | -            | 0+       | 0+     |
| G. Ranghino  | ?        | ?       | -            | -            | 0+       | 0+     |
| F. Roncarolo | ?        | ?       | 1            | 0            | 1+       | 0+     |
| D. Rossi     | ?        | ?       | 1            | 0            | 1+       | 0+     |
| P. Svageli   | ?        | ?       | -            | -            | 0+       | 0+     |
| D. Vaglio    | ?        | ?       | -            | -            | 0+       | 0+     |
| G. Vannucci  | ?        | ?       | 1            | 0            | 1+       | 0+     |